# کایل لابین
کایل لابین (انگلیسی: Kyle Labine؛ زادهٔ ۷ آوریل ۱۹۸۳) یک هنرپیشه اهل کانادا است. 
از فیلم‌ها یا برنامه‌های تلویزیونی که وی در آن نقش داشته است می‌توان به فردی علیه جیسون و قصه‌های جزیره اشاره کرد.